# Vignola (Pontremoli)
Vignola è una frazione del comune italiano di Pontremoli, nella provincia di Massa-Carrara.

## Geografia fisica
Vignola è un borgo della Valle del Verde situato nel comune di Pontremoli e si divide in diverse località: Canà, Morana di Sopra, Morana di Sotto e La Serra. Quest'ultima è la più distante dal centro dove sorge l'antica pieve.

## Monumenti e luoghi d'interesse
La Pieve di San Pancrazio è di origine romanica e risale probabilmente al IX secolo. 
La chiesa è già menzionata nel 998 in un documento in cui il marchese Oberto rinuncia alla Pieve a favore del vescovo di Luni, Gottifredo I. Un'altra citazione del tempio risale al 1148.

La facciata è a salienti con lesene in arenaria lavorata che la dividono verticalmente in tre parti.
Nel tempo la chiesa è stata ristrutturata più volte seguendo l'impianto a tre navate con il quale era stata costruita e oggi è in forme barocche.

Della struttura originaria rimane solo parte del bozzato in arenaria nel basamento, mentre è di epoca tardo romanica il fonte battesimale monolitico.
Due altari laterali sono dedicati alla Madonna del Carmine e a Santa Croce. 
Una leggenda vuole che sotto l’altare di Santa Croce sia murata un’ara pagana, notizia legata alla distruzione degli antichi idoli e alla festa locale del falò del fuoco.

## Società

### Tradizioni e folclore
- Falò di Santa Croce: la sera prima della festa di Santa Croce, il 2 maggio, viene acceso un falò nel quale un tempo venivano bruciati i pipin, statuette lignee che, secondo l'antichissima tradizione, ricordano gli idoli pagani bruciati dalla popolazione convertita al  cristianesimo.

- San Pancrazio: nel giorno del patrono viene effettuata una Santa Messa alla mattina. La solenne processione viene effettuata soltanto se il 12 maggio è di domenica.

- Madonna del Carmine: la Beata Vergine Maria del Monte Carmelo viene festeggiata eccezionalmente il 15 agosto. Dopo la solenne liturgia viene effettuata una processione. Alla sera la comunità locale organizza una cena con pesca di beneficenza.

- Voto perpetuo di San Giovanni: nel giorno di San Giovanni, il 24 giugno, la parrocchia di Vignola assieme alle parrocchie di Bassone e Casa Corvi alla mattina vanno processionalmente in pellegrinaggio nel Duomo di Pontremoli, facendo tappa all'altare di Sant'Orsola nella parrocchia di San Colombano.